# Kim Ok-vin
Dans ce nom coréen, le nom de famille, Kim, précède le nom personnel.
Pour les articles homonymes, voir Kim.
Kim Ok-vin (coréen : 김옥빈 ; née le 3 janvier 1987) est une actrice sud-coréenne. Kim fait ses débuts lors d'un concours de beauté sur Internet en 2004, et commence sa carrière d'actrice avec un rôle dans le film de 2005, Voice. Ses apparitions ultérieures comprennent le drama coréen Over the Rainbow et les films  Dasepo Naughty Girls et The Accidental Gangster and the Mistaken Courtesan. Kim reçoit au cours de sa carrière de nombreuses nominations et remporte le prix de la Meilleure Actrice au Festival international du film de Catalogne en 2009 pour son rôle dans Thirst, ceci est mon sang.

## Enfance
Kim est née le 3 janvier 1987 et est l'aînée d'une fratrie de trois. Elle suit une formation en arts martiaux étant enfant, et obtient une ceinture noire troisième dan en hapkido et deuxième dan en taekwondo. Elle pratique également le muay thai et la boxe. Son QI est de 141 selon des tests fait à l'école primaire et elle est ambidextre.

## Carrière

### Premiers rôles: 2004-2008
Kim fait ses débuts dans un concours de beauté sur Internet organisé par la plateforme web Naver en 2004. Malgré son absence d'expérience en tant qu'actrice, elle est choisie pour jouer l'un des trois rôles principaux du film d'horreur sorti en 2005, Voice, un rôle pour lequel elle est nommée pour le prix de la Meilleure Nouvelle Actrice aux Blue Dragon Film Awards et aux Baeksang Arts Awards,.
Peu après, elle est la vedette du drama en deux parties de SBS, Hanoi Bride, diffusé pendant les vacances de Chuseok pour célébrer le 30e anniversaire de la guerre du Vietnam. Sa performance en tant Lý Vũ Thị attire l'attention du réalisateur Lee Jae-yong, qui l'embauche pour être l'actrice principale de son film Dasepo Naughty Girls en 2006, film basé sur la bande dessinée éponyme. Lee a fait observer que « Peu de jeunes actrices sont assez matures pour complètement comprendre  l'héroïne qui malgré le soutien de la famille, se prostitue... Mais Kim semblait être une actrice capable de comprendre le personnage ». Malgré sa réticence initiale en raison des quelques scènes explicites de la bande dessinée originale, elle accepte finalement le rôle, du fait des précédentes œuvres du réalisateur.
Kim auditionne en 2006 pour un rôle dans le drama de KBS, Hello, Dieu, et impressionne le directeur Ji Yeong-soo avec sa détermination, qui lui confit le rôle de l'escroc Seo Eun-hye. Pendant le tournage, elle exprime des doutes, disant: « J'ai pleuré deux ou trois fois quand le tournage a commencé parce que je me sentais comme une mauvaise actrice », et avec le calendrier serré lui permettant moins de deux heures de sommeil par jour, elle finit par s'effondrer sur le plateau. Plus tard dans l'année, elle apparaît dans le drama de MBC, Over the Rainbow comme l'aspirante chanteuse pop Jeong Hee-su, un tournage où elle se retrouve obligée de chanter et d'apprendre de difficiles figures de breakdance. Le producteur Han Hee complimente Kim : « Elle est une actrice audacieuse. Elle est très enthousiaste à propos de son rôle avec une attitude perfectionniste ». Cependant, elle cause aux membres du staff une certaine inquiétude quand elle admet ne manger qu'un seul repas par jour lors du tournage.
Dans son film suivant, The Accidental Gangster and the Mistaken Courtesan, elle joue un gisaeng de l'époque Joseon  aux côtés de Lee Jung-jae. Elle avoue avoir trouvé difficile de jouer un rôle historique, mais elle fut aidée par des consultations avec le directeur Yeo Gyoon-dong et l'étude la danse coréenne traditionnelle pendant deux mois avant le tournage. Le film sort en Corée du Sud en décembre 2008.

### 2009–présent
En février 2008, Kim est annoncée comme le premier rôle féminin dans le film de Park Chan-wook, Thirst, ceci est mon sang, dans un rôle qui nécessite de nombreuses scènes pour adultes avec sa co-star Song Kang-ho. Kim dit avoir appris aux côtés de Song, tandis que Park la félicite pour sa polyvalence qui montrent bien les différentes facettes de son personnage. Thirst se retrouve en en tête du box-office Sud-coréen lors de son premier week-end avec plus d'un million d'entrées, et est nommé lors du Festival de Cannes 2009 où il a remporté le Prix du Jury. Richard Corliss du TIme, fait l'éloge de la performance de Kim dans un article : « C'est la belle Kim, à seulement 22 ans, qui est la révélation ici. Elle peut jouer — non, elle peut être une créature de mute docilité, puis pleine d'ardeur, puis érotiquement explosive, puis intentionnellement meurtrière. Elle est Lady Chatterley et Lady Macbeth dans le même paquet ». Maggie Lee, de The Hollywood Reporter, est plus critique : « La névrose aiguë de [Kim] est parfois agaçante, mais pour une nouvelle venue, elle reste dans son rôle dans chacune de ses transformations » alors que Kyu Hyun Kim de OhmyNews dit « Kim est incroyablement sexy à la fois en tant que ménagère fade et en tant que femme fatale, et se jette toute entière dans son rôle » mais la considère comme « un peu trop jeune et contemporaine » pour le rôle. Elle est co-récipiendaire du prix de la Meilleure Actrice lors du 42e Festival international du film de Catalogne (partagé avec Elena Anaya pour Hierro), et reçoit de nouvelles nominations pour son rôle lors des Blue Dragon Film Awards, des Green Globe Film Awards, et des Baeksang Arts Awards.
Kim retrouve le réalisateur Lee Jae-yong pour Actresses, un film à petit budget dans laquelle elle et cinq autres actrices actrices se présentent lors d'un shooting photo pour le magazine Vogue. Comme ses co-stars, Kim accepte d'avoie aucune garantie d'être payée. Le film sort le 10 décembre 2009,.

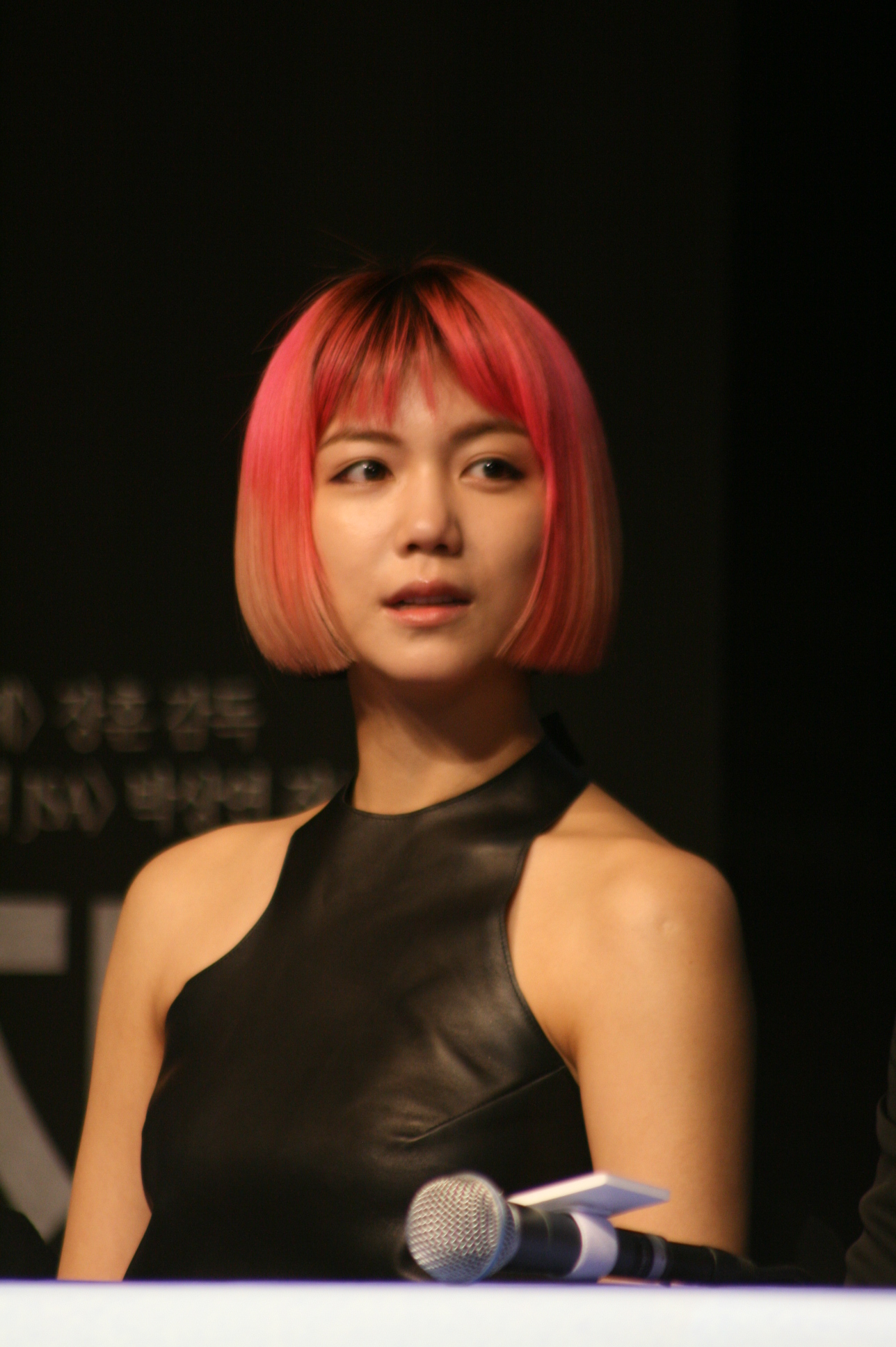
Kim Ok-vin en 2011

En 2011, Kim joue avec Eric Mun dans le drama d'action de KBS, Poseidon qui doit être diffusé en juillet 2011. Cependant, le tournage est interrompu après le Bombardement de Yeonpyeong en novembre 2010. Au début de l'année 2012, elle devient la chanteuse d'un groupe de rock, Ok Punk, qui est aussi le titre du spectacle de Mnet mettant en vedette le groupe.
Puis Kim retravaille avec Lee Jae-yong pour le court métrage How to Fall in Love in 10 Minutes, dans le cadre du film sponsorisé par Samsung Galaxy Note, Cine Note. Lee Jae-yong contacte des acteurs dont il est proche et leur offre le rôle, et la plupart d'entre eux acceptent malgré l'absence de rémunération, par amitié et loyauté envers lui, comme Kim. Le tournage du film est dépeint dans Behind the Camera, un faux documentaire de 2013 dont le concept est similaire à celui d'Actresses.
Kim se teint les cheveux en rose pour la comédie Over my dead body en 2012, tournage qu'elle a grandement appréciée étant fan du genre comique. S'ensuit un rôle de premier plan dans le film de science-fiction, AM 11:00, sorti au printemps 2013.
Kim revient à la télévision en 2013 dans un épisode de la série de KBS, The Blade and Petal qui se passe durant la dynastie Goguryeo, son premier drama télévisuel en sept ans,. En 2014, Kim joue une pickpocket dans la série de JTBC, VSteal Heart,,. Minority Opinion, dans lequel elle joue aux côtés de Yoon Kye-sang et Yoo Hae-jin tourné en 2013, sort dans les salles en 2015.
En 2017, Kim joue dans le thriller The Villainess. Le film est présente au Festival de Cannes, en avant-première mondiale.
En 2018, Kim joue dans le thriller militaire The Discloser. La même année, elle revient sur le petit écran, avec le thriller fantastique de NCO, Children of a Lesser God,,.
De 2019 à 2023, Kim est l'actrice principale de la série de fantasy historique Arthdal Chronicles.

## Filmographie

### Films
| Année | Titre                                              | Rôle           | Notes                   |
| ----- | -------------------------------------------------- | -------------- | ----------------------- |
| 2005  | Voice                                              | Park Young-eon |                         |
| 2006  | Arang                                              |                | Apparition              |
| 2006  | Dasepo Naughty Girls                               | Pauvre Fille   |                         |
| 2008  | The Accidental Gangster and the Mistaken Courtesan | Seol ji        |                         |
| 2009  | Thrist, ceci est mon sang                          | Tae-ju         |                         |
| 2009  | Actresses                                          | Elle-même      | Également co-scénariste |
| 2011  | The Front Line                                     | Cha Tae-gyeong |                         |
| 2012  | Over My Dead Body                                  | Han Dong-hwa   |                         |
| 2013  | Behind the Camera                                  | Elle-même      |                         |
| 2013  | AM 11:00                                           | Young-eun      |                         |
| 2015  | Minority Opinion                                   | Gong Soo-kyung |                         |
| 2017  | The Villainess                                     | Sook-hee       |                         |
| 2017  | The Discloser                                      | Jeong Sook     |                         |

### Séries télévisées
| Année       | Titre                    | Rôle                          | Réseau  | Notes                                 |
| ----------- | ------------------------ | ----------------------------- | ------- | ------------------------------------- |
| 2005        | Hanoi Bride              | Lý Vũ Thị                     | SBS     |                                       |
| 2006        | Hello, God               | Seo Eun-hye                   | KBS2    |                                       |
| 2006        | Over the Rainbow         | Jeong Hee-su                  | MBC     | chante aussi sur la bande son         |
| 2007        | War of Money             | Lee Soo-young                 | SBS     | Apparu dans les quatre épisodes bonus |
| 2013        | The Blade and Petal      | La princesse So-hee/Moo-young | KBS2    |                                       |
| 2014        | Steal Heart              | Kang Yoo-na                   | jTBC    |                                       |
| 2018        | Children of a Lesser God | Kim Dan                       | ROC     |                                       |
| 2019 / 2023 | Arthdal Chronicles       | Taealha                       | tvN     |                                       |
| 2023        | Love to Hate You         | Yeo Mi-ran                    | Netflix |                                       |

### Clips
| Année | Le titre de la chanson | Artiste        |
| ----- | ---------------------- | -------------- |
| 2004  | A Cold Heart           | Lee Seung-chul |
| 2006  | Tomorrow               | Hwanhee        |
| 2006  | Dangerous Love         | Lena Park      |
| 2007  | Absentmindedly         | Zia            |

## Prix et nominations
| Année | Prix                                        | Catégorie                                                             | Œuvre                                              | Résultat   | Réf.   |
| ----- | ------------------------------------------- | --------------------------------------------------------------------- | -------------------------------------------------- | ---------- | ------ |
| 2005  | 26e Blue Dragon Film Awards                 | Meilleure Nouvelle Actrice                                            | Voice                                              | Nomination | [ 5 ]  |
| 2006  | 42e Baeksang Arts Awards                    | Meilleure Nouvelle Actrice                                            | Voice                                              | Nomination | [ 6 ]  |
| 2006  | MBC Drama Awards                            | PD Prix                                                               | Over the Rainbow                                   | Lauréat    | [ 40 ] |
| 2006  | MBC Drama Awards                            | Meilleure Nouvelle Actrice                                            | Over the Rainbow                                   | Nomination |        |
| 2006  | KBS Drama Awards                            | Meilleure Nouvelle Actrice                                            | Hello, God                                         | Nomination |        |
| 2009  | 45e Baeksang Arts Awards                    | Meilleure Nouvelle Actrice                                            | The Accidental Gangster and the Mistaken Courtesan | Nomination |        |
| 2009  | Festival international du film de Catalogne | Meilleure Actrice                                                     | Thirst                                             | Lauréat    | ,      |
| 2009  | 30e Blue Dragon Film Awards                 | Meilleure Actrice                                                     | Thirst                                             | Nomination | [ 18 ] |
| 2010  | Green Globe Film Awards                     | Meilleure Actrice Internationale                                      | Thirst                                             | Nomination | [ 19 ] |
| 2010  | 46e Baeksang Arts Awards                    | Meilleure Actrice                                                     | Thirst                                             | Nomination | [ 20 ] |
| 2013  | KBS Drama Awards                            | Prix d'Excellence, Actrice dans une évaluation à Mi-longueur du Drame | The Blade and Petal                                | Nomination |        |
| 2014  | 3e APAN Star Awards                         | Prix d'Excellence, Actrice dans une Série Dramatique                  | Steal Heart                                        | Lauréat    | [ 42 ] |
| 2015  | 51e Baeksang Arts Awards                    | Meilleure Actrice (TV)                                                | Steal Heart                                        | Nomination |        |
| 2017  | 26e Buil Film Awards                        | Meilleure Actrice                                                     | The Villainess                                     | Nomination |        |
| 2017  | 1er The Seoul Awards                        | Meilleure Actrice (Film)                                              | The Villainess                                     | Nomination |        |
| 2017  | 54e Grand Bell Awards                       | Meilleure Actrice                                                     | The Villainess                                     | Nomination |        |
| 2017  | 38e Blue Dragon Film Awards                 | Meilleure Actrice                                                     | The Villainess                                     | Nomination | [ 43 ] |
| 2018  | 54e Baeksang Arts Awards                    | Meilleure Actrice (Film)                                              | The Villainess                                     | Nomination | [ 44 ] |
| 2018  | 23e Chunsa Film Awards                      | Meilleure Actrice                                                     | The Villainess                                     | Lauréat    | [ 45 ] |